# Macrothemis imitans
Macrothemis imitans är en trollsländeart. Macrothemis imitans ingår i släktet Macrothemis och familjen segeltrollsländor.

## Underarter
Arten delas in i följande underarter:
- M. i. imitans
- M. i. leucozona